# ماهی کله‌گوسفندی کالیفرنیایی
ماهی کله گوسفندی کالیفرنیایی (نام علمی: 'Semicossyphus pulcher') گونه‌ای زمردماهی است که بومی شرق اقیانوس آرام محسوب می گردد.

## نگارخانه

ماهی کله گوسفندی کالیفرنیایی در بازار فروش ماهی در مکزیک
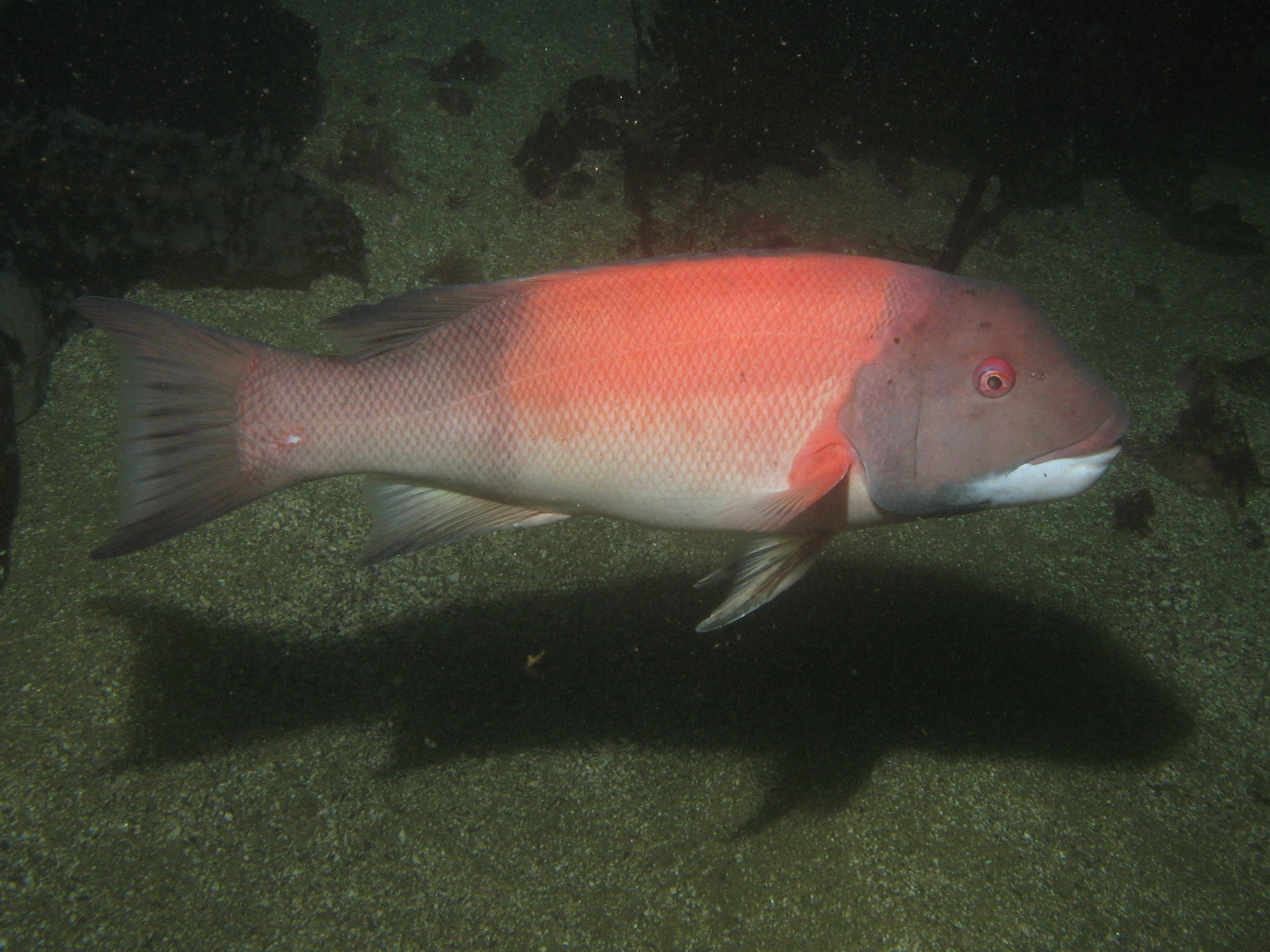